# Bass Otis
Pour les articles homonymes, voir Otis.
Bass Otis (17 juillet 1784 – 3 novembre 1861) est un peintre et lithographe américain qui réalisa de nombreux portraits d'Américains célèbres de son époque. 
Installé à Philadelphie, il produit les toutes premières estampes lithographiées du continent américain. Ses tentatives remontent à 1818-1819, et bénéficie sans doute du traité d'Aloys Senefelder qui commençait à circuler (traduit à Londres, par Rudolf Ackermann, en 1819), mais surtout des conseils de l'imprimeur Thomas Dobson qui présente dans sa ville le principe du dessin sur la pierre lithographique à la Société américaine de philosophie,.

## Galerie

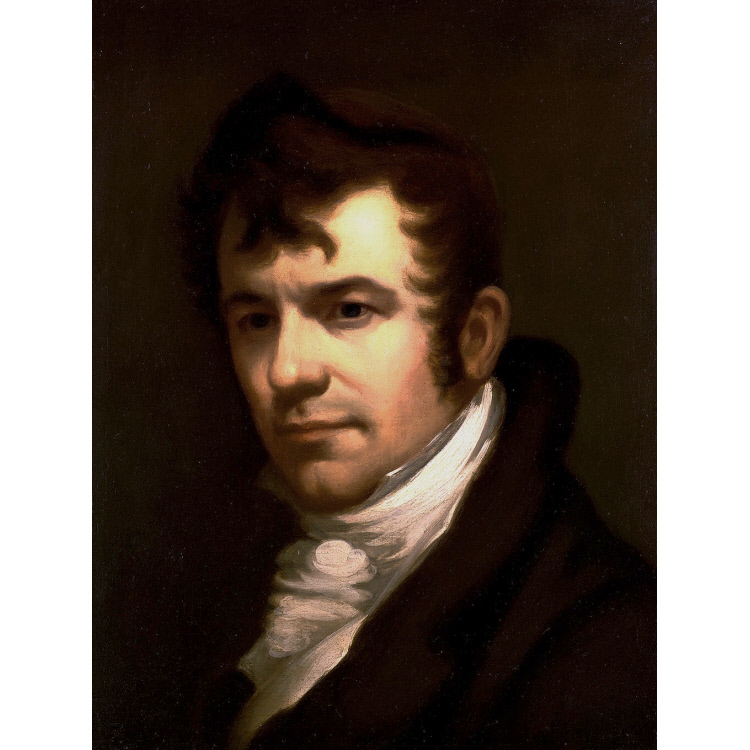
John Wesley Jarvis, 1816.
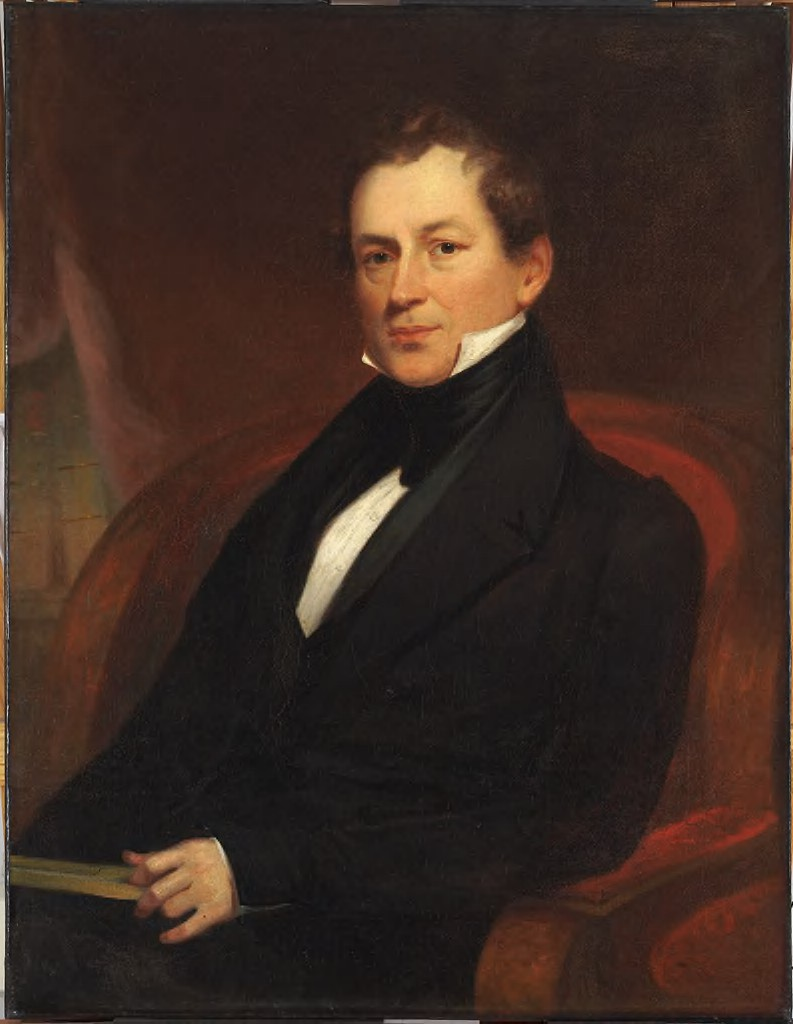
Edward Everett, c. 1847.
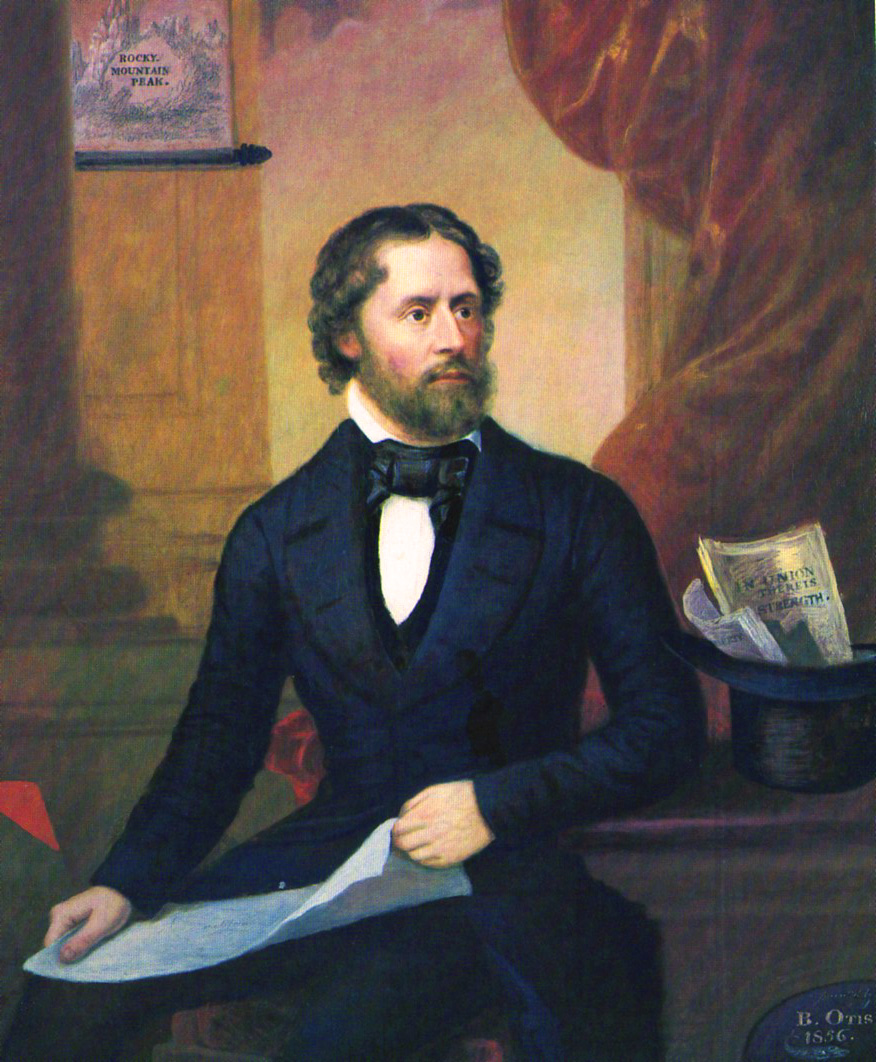
John C. Fremont, 1856.